# Edwin McMillan
Edwin Mattison McMillan (født 8. september 1907, død 7. september 1991) var en amerikansk fysiker og nobelprismodtager, der var den første som fremstillede et af de transurane grundstoffer, neptunium (93). Sammen med Glenn T. Seaborg modtog han nobelprisen i kemi i 1951 for denne opdagelse.
Han dimitterede fra California Institute of Technology og blev herefter ph.d. fra Princeton University i 1933, hvorefter han blev ansat i Berkeley Radiation Laboratory. Her var han med til opdagelsen af de stabile oxygen-15- og beryllium-10-isotoper. Under 2. verdenskrig arbejdede han på radarer på MIT Radiation Laboratory, og på sonar på Navy Radio and Sound Laboratory. I 1942 blev han en del af Manhattan Project, der var et forsøg på at skabe atombomber og hjalp med at skabe projektets Los Alamos Laboratory, hvor bomberne blev designet. Han ledede grupper der arbejdede på atomhåndvåben og deltog også i atomvåben baseret på implosionsteknologi.
McMillan var med til opfinde synkrotronen med Vladimir Veksler. Han vendte tilbage til Radiation Laboratory efter krigen, og byggede dem. I 1954 blev han udnævnt til en områdedirektør for Radiation Laboratory, og blev herefter vicedirektør i 1958. Da Lawrence døde dette år blev han direktør og beholdt den titel frem til sin pension i 1973.

## Publikationer
- McMillan, E. M."Focusing in Linear Accelerators" Arkiveret 24. september 2015 hos  Wayback Machine, University of California Radiation Laboratory, Lawrence Berkeley National Laboratory, United States Department of Energy (through predecessor agency the Atomic Energy Commission), (August 24, 1950).
- McMillan, E. M."A Thick Target for Synchrotrons and Betatrons" Arkiveret 24. september 2015 hos  Wayback Machine, University of California Radiation Laboratory, Lawrence Berkeley National Laboratory, United States Department of Energy (through predecessor agency the Atomic Energy Commission), (September 19, 1950).
- McMillan, E. M."The Transuranium Elements: Early History (Nobel Lecture)" Arkiveret 24. september 2015 hos  Wayback Machine, University of California Radiation Laboratory, Lawrence Berkeley National Laboratory, United States Department of Energy (through predecessor agency the Atomic Energy Commission), (December 12, 1951).
- McMillan, E. M."Notes on Quadrupole Focusing" Arkiveret 24. september 2015 hos  Wayback Machine, University of California Radiation Laboratory, Lawrence Berkeley National Laboratory, United States Department of Energy (through predecessor agency the Atomic Energy Commission), (February 9, 1956).
- McMillan, E. M."Some Thoughts on Stability in Nonlinear Periodic Focusing Systems" Arkiveret 24. september 2015 hos  Wayback Machine, University of California Radiation Laboratory, Lawrence Berkeley National Laboratory, United States Department of Energy (through predecessor agency the Atomic Energy Commission), (September 5, 1967).
- McMillan, E. M."Some Thoughts on Stability in Nonlinear Periodic Focusing Systems [Addendum]" Arkiveret 24. september 2015 hos  Wayback Machine, University of California Radiation Laboratory, Lawrence Berkeley National Laboratory, United States Department of Energy (through predecessor agency the Atomic Energy Commission), (March 29, 1968).